# Venusia syngenes
Venusia syngenes är en fjärilsart som beskrevs av Eugen Wehrli 1931. Venusia syngenes ingår i släktet Venusia och familjen mätare. Inga underarter finns listade i Catalogue of Life.